# Исторический вестник
«Истори́ческий ве́стник» (Історичний вісник, Историческій Вѣстникъ) — російський щомісячний історико-літературний журнал. Видавався в Санкт-Петербурзі з 1880 по 1917 рік.
Відновлений з однойменною назвою в 2012 році — видається у Москві.

## Історія
Журнал був заснований О. С. Суворіним і С. М. Шубинським з метою «знайомити читачів в живій, загальнодоступній формі з сучасним станом історичної науки і літератури в Росії і Європі». Видання журналу було дозволено міністром внутрішніх справ 14 липня 1879 роки без попередньої цензури. Початкова ціна за 12 номерів становила 10 руб. Перша книга «Історичного вісника» вийшла 1 січня 1880 року.